# Clemens II.

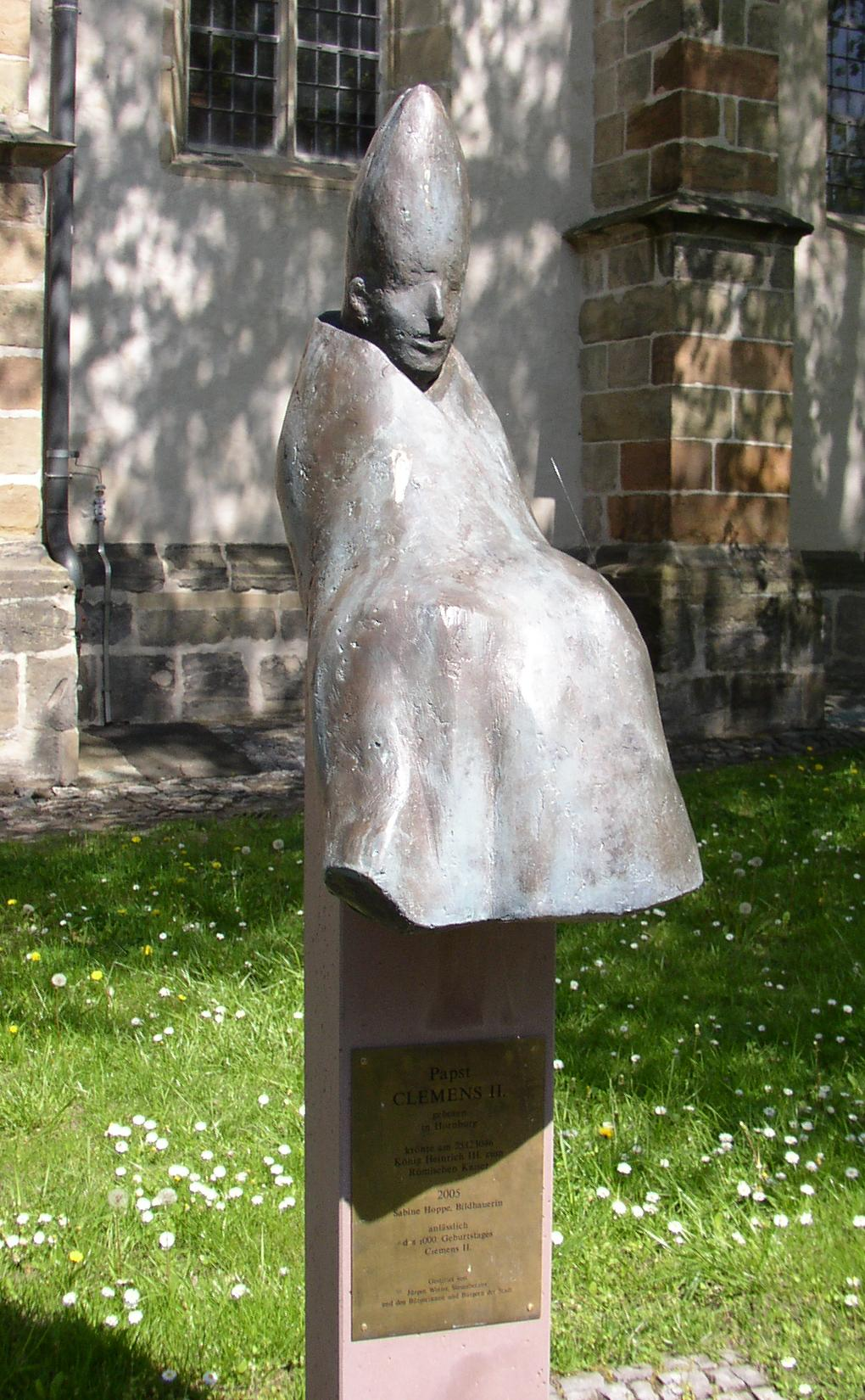
Statue in Hornburg von Sabine Hoppe (2005)

Clemens II., weltlicher Name Suitger (Suidger), Graf von Morsleben und Hornburg (* 1005 in Hornburg; † 9. Oktober 1047 im Kloster San Tommaso in Foglia in Apsella di Montelabbate), war Papst von 1046 bis 1047. Er gilt aufgrund seiner Herkunft aus dem Herzogtum Sachsen als „deutscher Papst“ und wird – bei Nicht-Zählung von Bruno von Kärnten (996–999) – vielfach als „erster deutscher Papst“ bezeichnet.

## Herkunft und Leben
Suitger war der Sohn des Grafen Konrad von Morsleben und Hornburg und der Amulrada, Tochter des Grafen Erpo von Padberg, und entstammte somit einem sächsischen Adelsgeschlecht. Seine Mutter Amulrada war die Schwester des Magdeburger Erzbischofs Waltard. Als Geburtsort wird die Burg Hornburg angenommen, jedoch schweigen die zeitgenössischen Quellen zu dieser Frage und lassen nur Vermutungen zu.

### Ausbildung
Seine theologische Ausbildung erhielt er an der Domschule in Halberstadt. Suitger wurde vor 1032 Domkanoniker am Halberstädter St.-Stephans-Stift und 1032 Hofkaplan des Erzbischofs Hermann von Hamburg-Bremen.

### Bischofsamt
Seine adlige Herkunft und seine exponierte Stellung beim Erzbischof von Hamburg-Bremen verhalfen ihm zu einer kirchlichen Karriere im königlichen Dienst. Er wurde 1035 als Kaplan in die Hofkapelle des Kaisers Konrad II. aufgenommen. Dessen Sohn König Heinrich III. ernannte Suitger 1040 zum Bischof von Bamberg. Am 28. Dezember 1040 wurde er vom Mainzer Metropoliten Bardo in Anwesenheit des Königs in Münster in Westfalen zum Bischof geweiht. Um 1045 gründete Bischof Suitger das Kloster Theres.

### Pontifikat
Auf seiner Italienreise setzte König Heinrich III. nach der Synode von Sutri im Dezember 1046 drei gleichzeitig amtierende Päpste ab: Gregor VI., Benedikt IX. und Silvester III. Seinen Begleiter Suitger ernannte der Kaiser zum neuen Kirchenoberhaupt, allerdings erst, nachdem sein eigentlicher Wunschkandidat Adalbert von Bremen die Würde ausgeschlagen hatte. Möglicherweise wurde ihm Suitger auch von Adalbert empfohlen. In einer Folgesynode, die am 24. Dezember 1046 in St. Peter in Rom stattfand, wurde Suitger wunschgemäß zum Papst gewählt. Am Weihnachtstag 1046 vollzog er als erste Amtshandlung die Kaiserkrönung von Heinrich III. und dessen Gemahlin Agnes von Poitou. Sein Bamberger Bistum behielt der neue Papst bei. Die dafür früher meist angeführte Begründung, wonach es ihm um die materielle Unabhängigkeit von den römischen Einkünften gegangen sei, wird heute bezweifelt. Vielmehr dürfte sein Verhalten, mit dem eine etwa 60-jährige Reihe von Päpsten beginnt, die ihre Bischofssitze und Abbatiate nach ihrer Papstwahl beibehielten, mit dem traditionellen Translationsverbot zusammenhängen, das den Wechsel von einem Bischofsstuhl auf einen anderen streng verbot. Während die aus stadtrömischem Adel stammenden Päpste der vergangenen Jahrhunderte in der Regel vor ihrer Wahl zum Papst keine Bischöfe waren, sodass sich das Problem für sie nicht stellte, sahen sich die vom König ernannten Reformpäpste aus dem Reichsepiskopat unter dem Zwang, sich an die strengen Regeln zur Translation zu halten, um ihre Legitimation nicht in Frage zu stellen. Der Charakter des Papstamts veränderte sich auch hierdurch, da die Funktion als römischer Ortsbischof hinter jene der Leitung der Gesamtkirche zurücktrat.
Clemens, der trotz seiner reichskirchlichen Herkunft häufig bereits zum Reformpapsttum gerechnet wird, erwarteten schwierige Aufgaben. Seine Namenswahl nach dem heiligen Clemens von Rom (1. Jahrhundert) wird bisweilen als Signal gedeutet, das eine tiefgreifende Reformabsicht anzeigt – zurück zu den Ursprüngen der Kirche. Im Fokus der Kirchenreform stand zu jener Zeit der Kampf gegen die weit verbreitete Priesterehe („Nikolaitismus“) und die als Simonie betrachtete Übertragung von Kirchenämtern gegen materielle Leistungen. Bemerkenswert ist in diesem Zusammenhang Clemens’ Briefwechsel mit Petrus Damiani, der als ein einflussreicher Motor der Kirchenreformen des 11. Jahrhunderts gilt. Bei seiner ersten Papstsynode im Januar 1047 initiierte Clemens die von der Reformpartei befürworteten Maßnahmen. Da sein Pontifikat nur zehn Monate dauerte, konnte er allerdings kaum nachhaltige Anstöße geben. In der Forschung ist die Beurteilung seines Reformwerks zwiegespalten; neben Optimisten, die Clemens II. teils sogar ausdrücklich als „ersten Reformpapst“ bezeichnen (Georg Gresser), gibt es auch skeptischere Stimmen, die auf seine konservative Prägung als Karrierist am Bischofs- und Königshof und die Tatsache hinweisen, dass viele der von cluniazensischen Reformern als Missstände betrachteten Verhaltensweisen dort als unproblematisch galten und für Suitger jedenfalls üblich gewesen sein müssen. Fest steht aber, dass Suitger für den römischen Stadtadel ein Fremdkörper blieb und eine personelle und organisatorische Kurienreform, die die römische Kirchenleitung im Sinne der königlichen und reformkirchlichen Vorstellungen veränderte, erst unter seinem Nachfolger Leo IX. wirksam einsetzte.

## Tod

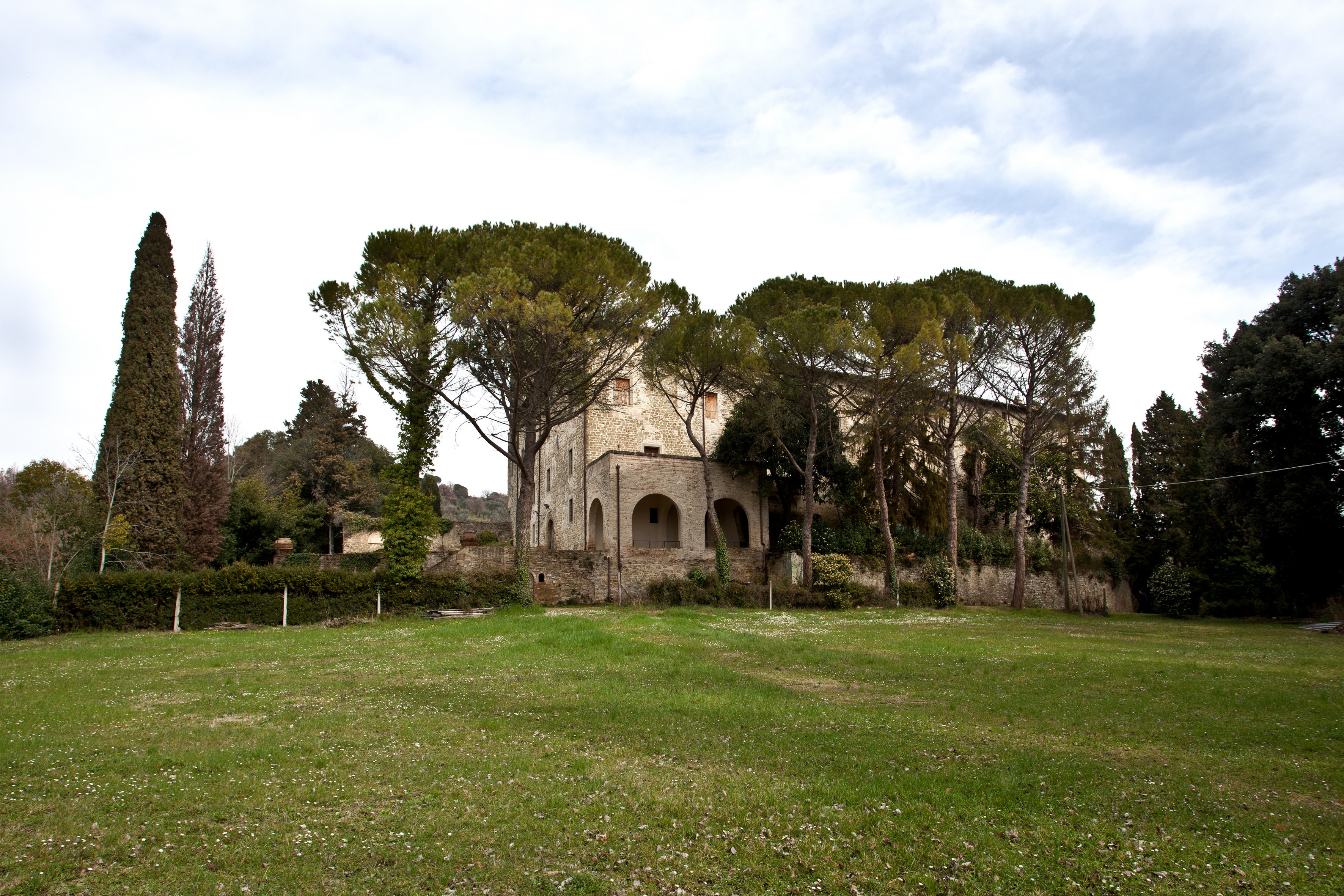
Klosterkirche San Tommaso in Foglia, Sterbeort des Papstes

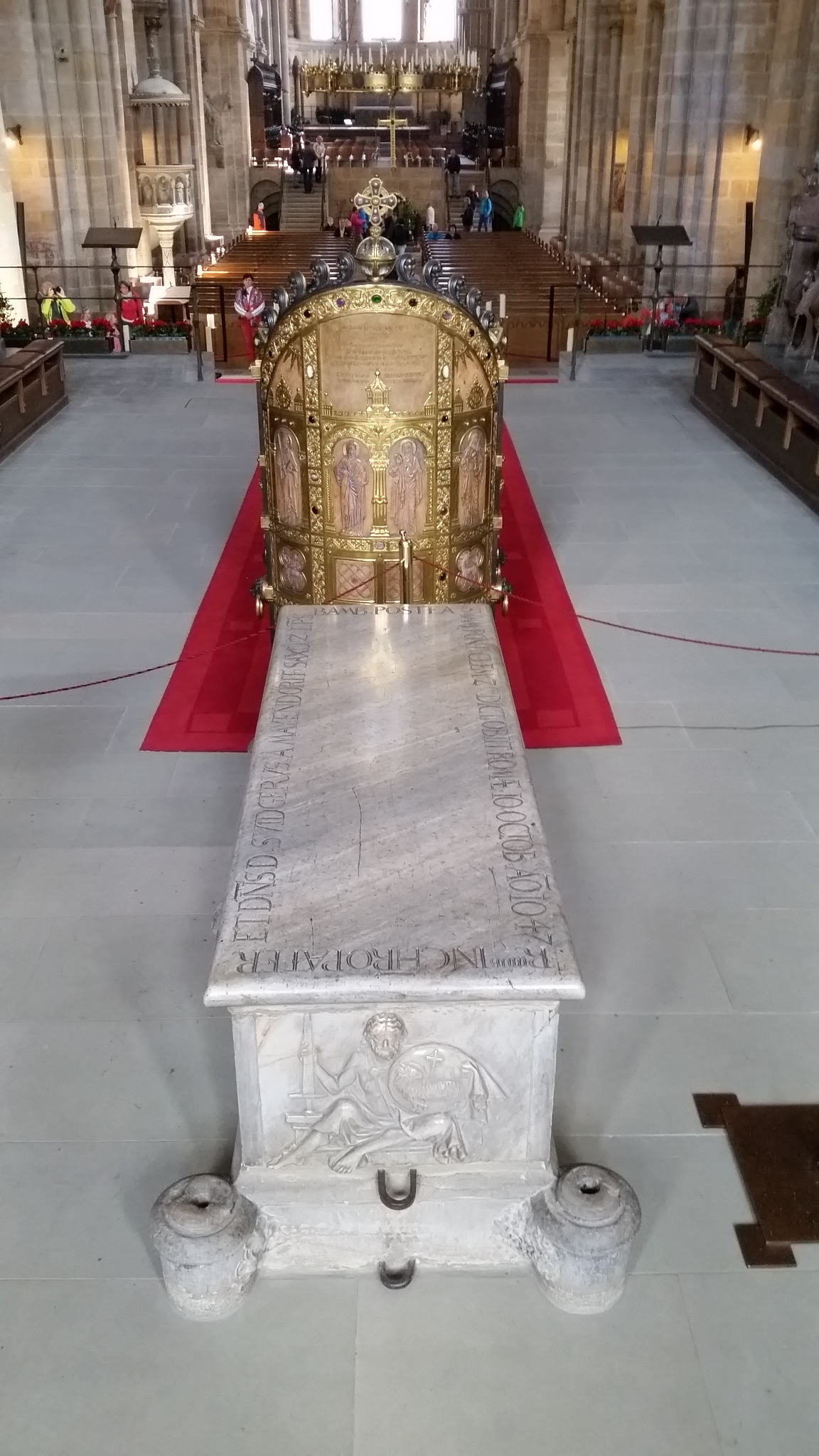
Papstgrab

### Früher Tod in Italien
1047 unternahm Clemens II. eine Reise über die Alpen. Am 9. Oktober 1047 starb der Papst auf der Reise im Kloster San Tommaso in Foglia bei Montelabbate. Schon unter Zeitgenossen kursierten Gerüchte, er sei von Gegnern in Italien vergiftet worden. Lange wurde vermutet, der abgesetzte und von den der Reformpartei nahestehenden Chronisten der Folgezeit äußerst negativ gezeichnete Benedikt IX. könnte der Anstifter des Mordes gewesen sein. Eine Untersuchung der sterblichen Überreste Clemens’ II. im Jahr 1958 konnte den Verdacht zwar nicht bestätigen, aber sein Biograph Georg Gresser kam 2007 zu dem Fazit: „Schuld daran waren seine Widersacher […], die einen blonden Bischof aus dem Norden […] gerne beseitigt sehen wollten. Mag der letzte Beweis für die Ermordung des Papstes auch mit Hilfe naturwissenschaftlicher Methoden heute nicht mehr zu erbringen sein, aus historischer Perspektive erscheint sie mehr als wahrscheinlich.“ Benedikt IX. bestieg nach Clemens’ Tod erneut den Thron und wurde zum dritten Mal Papst, allerdings bald von seinen Gegnern vertrieben.

### Bestattung und Papstgrab in Bamberg
Gemäß seinem Willen wurde er, der seinen bisherigen Bischofssitz als Papst nicht aufgegeben hatte, im Bamberger Dom beigesetzt. Sein Grab ist das einzige erhaltene Papstgrab nördlich der Alpen.
Die Überführung der Leiche geschah noch im ursprünglichen Sarg. Daher ist anzunehmen, dass sein letzter Wille, nach Bamberg, „seiner geliebten Braut“, überführt zu werden, bereits länger vor dem Besuch von Papst Leo IX. in Bamberg im Jahr 1052 erfüllt wurde. Bei diesem Besuch wurde Bamberg aufgrund des Papstgrabes von Leo mit besonderen Vorrechten ausgestattet, die den Bestand des 1007 von Heinrich II. gegründeten Bistums langfristig sicherten.

Darstellung der vier Kardinaltugenden am Grabmal Papst Clemens II.
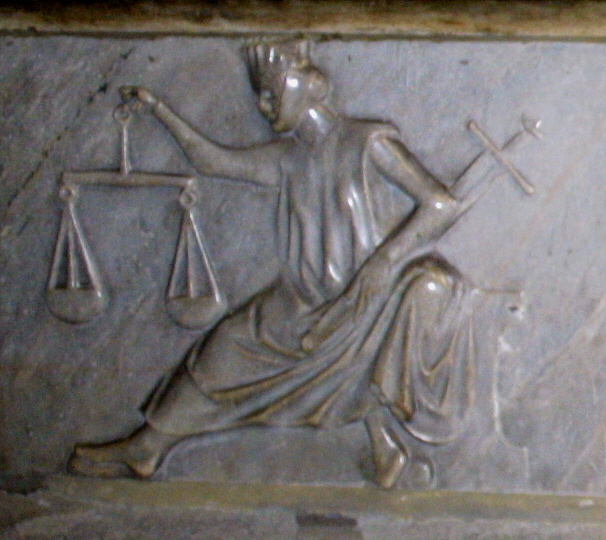
Iustitia (Gerechtigkeit)
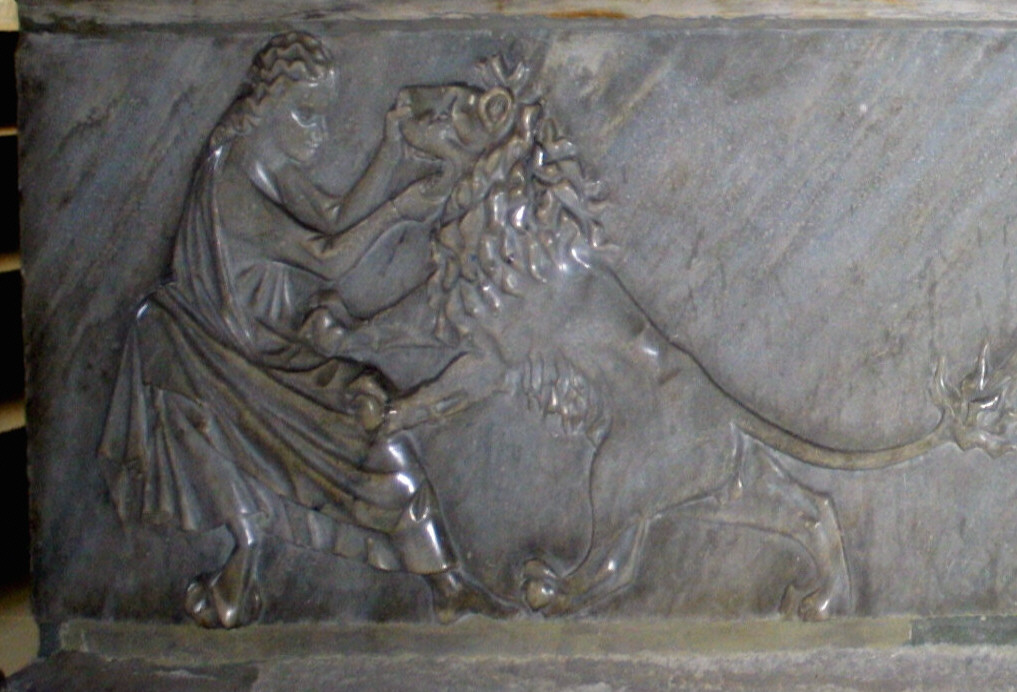
Fortitudo (Tapferkeit)
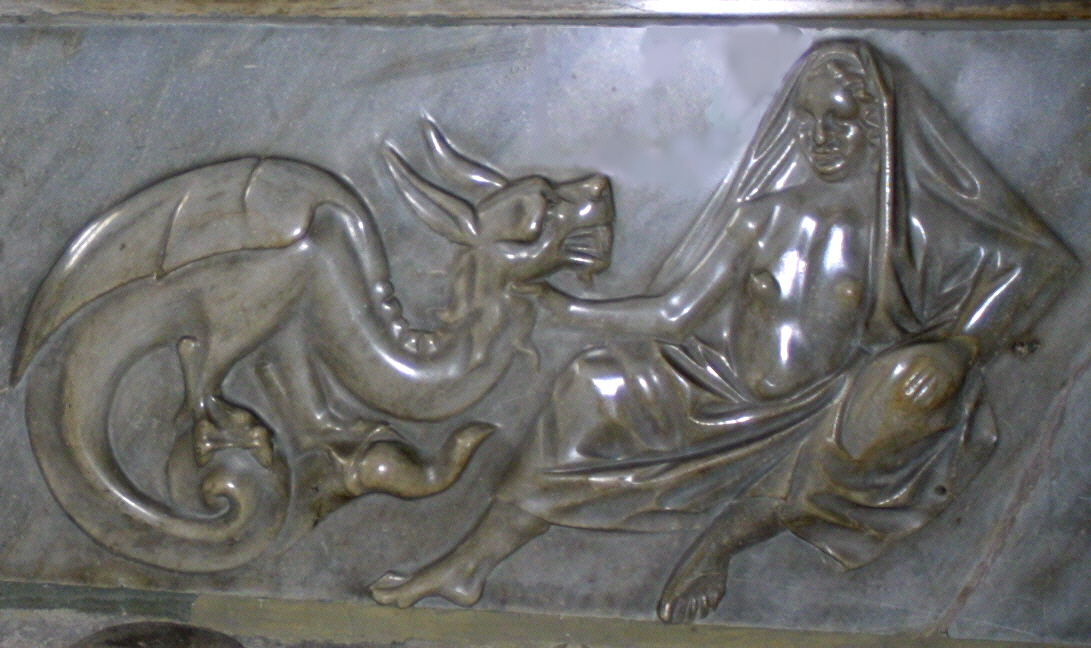
Prudentia (Klugheit)
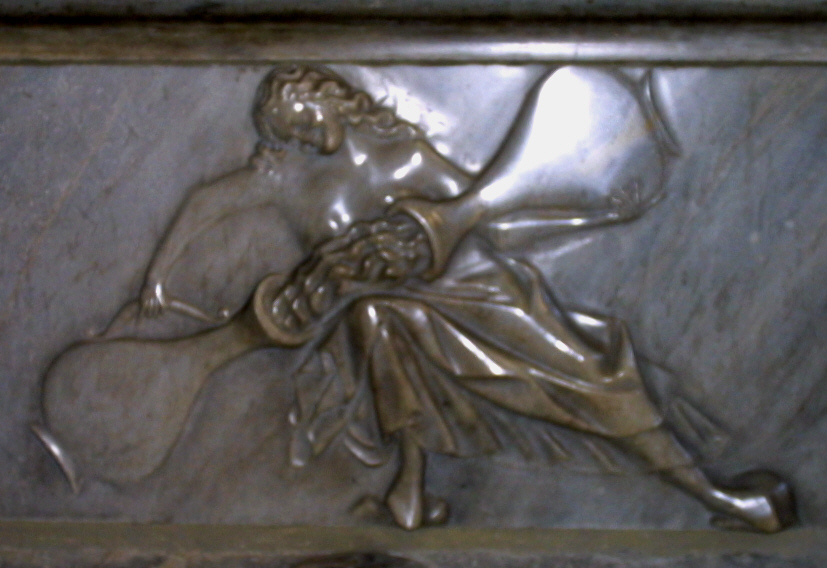
Temperantia (Mäßigung)

### Untersuchung der Todesursachen
1942 wurde die Tumba wohl mindestens zum dritten Mal geöffnet. Dabei wurde die Bekleidung des Toten entnommen, restauriert und dem Domschatz übergeben. Seit Eröffnung des Diözesanmuseums Bamberg zählen diese Bekleidungsstücke zu den bedeutendsten Teilen der Sammlung. Da der Verdacht überliefert ist, Clemens könnte einem Attentat durch Vergiftung zum Opfer gefallen sein, wurden die Gebeine einer toxikologischen Untersuchung unterzogen. Das Ergebnis bestätigte zwar eine Vergiftung, denn es wurden unnatürlich hohe Bleikonzentrationen in den Knochen festgestellt. Der Einlagerungsbefund entsprach allerdings einer längerfristigen Speicherung von Blei in den Knochen, nicht einer akuten Vergiftung mit Bleisalzen. Eine Vergiftung mit Bleizucker liegt nahe, allerdings kann nichts darüber gesagt werden, ob diese Vergiftung mit böser Absicht geschah – Bleizucker war im Mittelalter eine sehr gebräuchliche Substanz zum Süßen von Wein.

### Weitere Denkmäler
In Santa Maria dell’Anima, der Kirche der deutschen Zunge in Rom, erinnert ein Denkmal an Papst Clemens II., das der Bamberger Fürstbischof Johann Gottfried von Aschhausen zu Beginn des 17. Jahrhunderts dort errichten ließ.
Eine Büste von Papst Clemens II. befindet sich im Vorhof der Katharinenkirche in Halberstadt, einer im 13. Jahrhundert geweihten ehemaligen Dominikanerkirche, an der sogenannten „Halberstädter Bischofswand“, die der Paderborner Dombaumeister Kurt Matern (1884–1968) gestaltet hat. Clemens wird dort ebenso wie auf der Grabfigur in Bamberg mit einem Rationale mit Brustschild dargestellt, einem hochmittelalterlichen Würdezeichen für Bischöfe.
Anlässlich seines 1000. Geburtstags wurde im Jahr 2005 in seinem Geburtsort Hornburg in Niedersachsen eine von der Bildhauerin Sabine Hoppe geschaffene Statue Papst Clemens II. vor der dortigen Marienkirche aufgestellt.

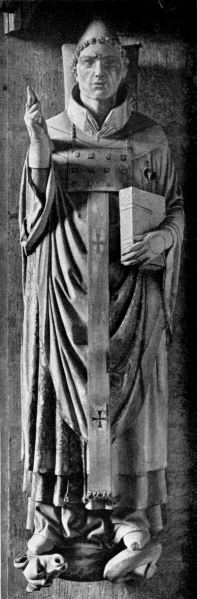
Grabfigur im Bamberger Dom